# Kodama Arata
Arata Kodama (sinh ngày 8 tháng 10 năm 1982) là một cầu thủ bóng đá người Nhật Bản.

## Sự nghiệp câu lạc bộ
Arata Kodama đã từng chơi cho Gamba Osaka, Kyoto Sanga FC, Shimizu S-Pulse, Cerezo Osaka và Oita Trinita.